# ウェスト・フォード計画

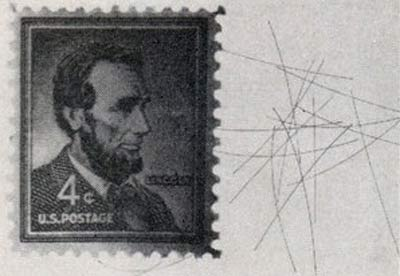
ウェスト・フォード計画で使用された針（右）と、比較用の4セント切手

ウェスト・フォード計画 (ウェスト・フォードけいかく、Project West Ford) 、別名ウェストフォード・ニードルズ (Westford Needles) 、プロジェクト・ニードルズ (Project Needles) とは、地球上空に人工電離層を形成することを目的として、1961年及び1963年にアメリカ軍の依頼を受けたマサチューセッツ工科大学のリンカーン研究所が行った実験。米軍の通信における重大な弱点を解決することを目的として実施された。

## 概要
冷戦期、国際通信は有線では海底ケーブルによって、無線では自然現象として存在している電離層で電波を反射させて通信されていた。アメリカ軍は海外部隊との通信手段について、敵対するソ連が海底ケーブルを切断してしまう可能性を懸念しており、その場合に唯一の通信手段となる無線通信が不安定な電離層に依存していることを不安視した。
そこで、地球規模の安定的な無線通信を可能にすべく、4億8000万本
の銅製ダイポールアンテナ（全長1.78cm、直径25.4μm（1961年）/17.8μm（1963年）の針）
を散布して軌道上にリングを形成し、ウェストフォードの町に設置されたパラボラアンテナを用いての遠隔地との通信を補助することとなった。
1961年10月21日に実施された初の試みは針がうまく散布されず失敗した。その後、1963年5月9日の実施でついに、軌道上の人工的な「リング」を用いた無線通信に成功した 。しかしながら、近代的通信衛星の発達と科学者たちによる抗議を受け、この技術が広範に利用されることはなかった。針は高度3500kmから3800km、軌道傾斜角96度から87度の範囲にあり、地球軌道上のごみとなっている
。
英国の電波天文学者たちは光学天文学者らや王立天文学会と共に、この行動に抗議した。ソ連共産党機関紙のプラウダも、「米国、宇宙を汚す (U.S.A. Dirties Space)」の見出しを掲げて抗議に加わった
。この問題は国連でも取り上げられ、当時のアメリカの国連大使 アドレー・スティーヴンソンは計画を擁護した
。彼はウェスト・フォード計画に関する学術雑誌の論文を調査し、これらの論文を引用して調査結果を述べることで大多数の国の国連大使から示された懸念を和らげることに成功した。彼や論文が説明するには、太陽輻射圧によって針は約3年という短期間のうちに軌道から外れるとのことであった。国際的な抗議は、最終的に1967年の宇宙条約に含まれる協議条項へと繋がった 。2008年現在、針の塊のうちいくつかはなお軌道上に存在し、ときおり再突入している 
。2017年10月時点で軌道上に確認されている針は42個である。

## 註
1. ↑  「ニードル (needle)」とは、「針」のことである。
2. 1 2  Kendall, Anthony (2006年5月2日). “Earth's Artificial Ring: Project West Ford”.   DamnInteresting.com. 2006年10月16日閲覧。
3. ↑  I. I. Shapiro; H. M. Jones; Perkins, C.W.: Orbital properties of the West Ford dipole belt; Proceedings of the IEEE; Volume 52, Issue 5, May 1964 Page(s): 469 - 518 (Abstract, english)
4. ↑  Lovell, A. C. B.; Blackwell, M. Ryle; D. E.; Wilson, R. (June 1962), “West Ford Project, Interference to Astronomy from Belts of Orbiting Dipoles (Needles)”, Quarterly Journal of the Royal Astronomical Society 3:  100
5. 1 2 3  Wiedemann, C.; Bendisch, J.; Krag, H.; Wegener, P.; Rex, D. (March 19-21, 2001), written at Darmstadt, Germany, Sawaya-Lacoste, Huguette, ed., “Modeling of copper needle clusters from the West Ford Dipole experiments”, Proceedings of the Third European Conference on Space Debris (Noordwijk, Netherlands: ESA Publications Division) 1:  315–320, October 2001, ISBN 92-9092-733-X
6. ↑  “Position Paper on Space Debris Mitigation - Implementing Zero Debris Creation Zones” (PDF), International Academy of Astronautics (Paris, France: International Academy of Astronautics), (October 12, 2005), October 15, 2005
7. 1 2  Terrill Jr., Delbert R. (May 1999), Project West Ford, “The Air Force Role in Developing International Outer Space Law” (PDF), Air Force History and Museums Program (Maxwell Air Force Base, Alabama: Air University Press):  63
8. ↑  Butrica, Andrew J., ed., Introduction, “Beyond the Ionosphere: The Development of Satellite Communications”, history.nasa.gov, The NASA History Series (NASA)
9. ↑  Bondi, H. (June 1962), “West Ford Project, Introductory Note by the Secretary”, Quarterly Journal of the Royal Astronomical Society 3:  99
10. ↑  “Protests Continue Abroad”, The New York Times (London: Reuters):  p. 12, (October 22, 1961), October 23, 1961
11. ↑  Teltsch, Kathleen (June 15, 1963), “6 Soviet Space Failures Believed To Have Been Probes of Planets”, The New York Times (United Nations, NY):  p. 2, June 16, 1963
12. ↑  Hall, Christopher D. (September 18, 2003), West Ford dipoles, Blacksburg, Virginia: Virginia Tech Department of Aerospace and Ocean Engineering, "many clumps of the needles are indeed still in orbit"
13. ↑  Barhorst, L.J.C., ed. (January 20, 2008), written at Medemblik, The Netherlands, RAE Table of Earth Satellites, Farnborough, England: Royal Aerospace Establishment / Defence Research Agency, p. 34, "148 pieces, 94 have decayed"
14. ↑  space-track.org提供 Stuff in Space 2017年10月13日閲覧時点